# Émilie Ding
Émilie Ding, née en 1981 à Fribourg, est une artiste plasticienne et dessinatrice suisse, diplômée en 2008 en Arts visuels de la Haute École d'art et de design Genève.

## Biographie
En 2014, elle est invitée à exposer au Palais de Tokyo à Paris. 
En 2015, elle expose au Mamco cinq pièces massives faites de plaques de béton et mesurant 2,50 mètres de hauteur, sur lesquelles elle dessine la mémoire du lieu. 
En 2016, une œuvre est présentée dans l'exposition collective imaginée par Samuel Gross All Over  à la Galerie des Galeries, l'espace culturel des Galeries Lafayette. 
Le Fonds cantonal d'art contemporain de Genève a acquis deux de ses œuvres Archétype III et Archétype IV en 2014.

## Prix et récompenses
En 2013, elle remporte en particulier le prix de la Fondation Gandur pour l'art, le prix Grolsch et le prix de la Fondation Liechti pour les arts. L'année suivante, elle est lauréate des Swiss Art Awards. En 2015, elle fait partie du Forum des 100.